# Куш
Куш или Мероитското царство е древна държава, съществувала в Северна Нубия, на територията на днешен Судан, от IX/VIII век пр.н.е. до средата на IV век. Жителите на страната са наричани кушити.

## История
Куш възниква като културен и политически наследник на Керма и е силен конкурент на Древен Египет, преди да бъде завладян от фараон Тутмос I. Първите древни сведения за тази страна са от египетски източници, които още по времето на Старото царство около 2500 пр.н.е. съобщават за тази страна. Политическата експанзия на Древен Египет на юг към Нубия по време на Средното царство спира упадъка му. Около 1500 пр.н.е. постепенната египетска експанзия на юг по поречието на Нил среща съпротивата на Керма. Съпротивата е преодоляна и Северна (Долна) Нубия попада под египетски контрол; фараонът разполага египетски гарнизони в редица кермански крепости, а нубийските войни са изпратени да се бият за Тутмос I другаде.
В района на Горна Нубия с център Мерое на третия праг на Нил в периода между 780 – 755 пр.н.е. е създадена политическата държава на кушитите. По-късно те излъчват и Кушитската династия, контролирала Горен Египет и дори Тива.
Кушитското влияние върху Древен Египет продължава до 671 пр.н.е., когато асирийците нахлуват в Египет и изтласкват обратно към Куш нубийците. След категоричната асирийска победа над кушитите през 664 пр.н.е. Псамтик I, основател на XXVI династия окончателно пропъжда кушитите от страната. Древен Египет преминава в друг период на развитие, известен като саиски. През 591 пр.н.е. египетски войски на Псамтик II нахлуват в Куш след сведения, че кушитския владетел Аспелта подготвя нахлуване по Нил. Агресорът разграбва и опожарява Напата, а Аспелта мести столицата си далеч на юг в Мерое, където царството просъществува близо хилядолетие.
През 350 г. Куш е завладян от Аксум.

## Галерия
- Свещената за Куш Джебел Баркал
- Кушитските пирамиди в Мерое
- Кушитските фараони